# Horní Lapač
Horní Lapač település Csehországban, Kroměříži járásban. Horní Lapač Martinice, Žeranovice és Lukoveček településekkel határos. Lakosainak száma 269 fő (2024. január 1.).

## Népesség
A település lakosságának változását az alábbi diagram mutatja:
| Lakosok száma | 250  | 259  | 285  | 287  | 213  | 269  | 273  | 272  | 268  | 269  |
|               | 1880 | 1900 | 1930 | 1961 | 1980 | 2014 | 2017 | 2019 | 2022 | 2024 |